# کیمبرلینگ سیتی (میزوری)
کیمبرلینگ سیتی (به انگلیسی: Kimberling City) یک شهر در ایالات متحده آمریکا است که در شهرستان استون، میزوری واقع شده‌است. کیمبرلینگ سیتی ۹٫۷۹ کیلومتر مربع مساحت و ۲٬۴۰۰ نفر جمعیت دارد و ۲۹۰ متر بالاتر از سطح دریا واقع شده‌است.